# Frasso Sabino
Frasso Sabino – miejscowość i gmina we Włoszech, w regionie Lacjum, w prowincji Rieti.
Według danych na rok 2004 gminę zamieszkiwały 632 osoby, 158 os./km².